# Oma maa

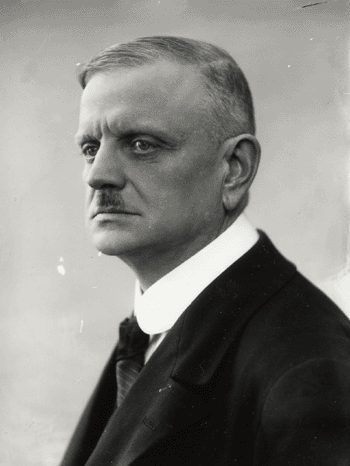
Jean Sibelius, compositor y violinista finlandés (1865-1957).

Oma maa (Mi patria o Mi país, literalmente: mi propia tierra/país), Op. 92, es una cantata compuesta por Jean Sibelius. La obra contiene un texto finés, un poema de Kallio que él mismo eligió, y está escrita para coro mixto y orquesta, para celebrar el décimo aniversario del Coro Nacional. Sibelius completó la cantata el 18 de marzo de 1918. Armas Maasalo dirigió su estreno.
La pieza fue escrita cuando la Guardia Roja, encargada de dirigir la administración rusa de Finlandia, estaba perdiendo su influencia. Sibelius fue invitado por el director del coro nacional de Finlandia para contribuir en un concierto celebrando el décimo aniversario de la fundación del coro.